# Liberalizm demokratyczny
Liberalizm demokratyczny (demoliberalizm) – wyrosły z tradycji utylitaryzmu odłam myśli liberalnej łączącej wolność z demokracją.
Po raz pierwszy doktryna demoliberalna została zarysowana w wydanej w 1861 roku książce Johna Stuarta Milla O rządzie reprezentatywnym (Consideration on Representative Government). Mill akceptował demokrację, odrzucając część zastrzeżeń wobec niej formułowanych przez liberałów klasycznych i konserwatywnych, postulował jednak cenzus wykształcenia, a także odebranie prawa głosu osobom bez majątku oraz jawność głosowań. Z czasem pomysły te zostały przez demoliberałów odrzucone, a demokracja przyjęta przez nich w swej obecnej, powszechnej formie.
John Stuart Mill postulował pewne odstępstwa od liberalnej doktryny państwa-minimum. Rozróżniał on konieczne pole działania rządu (liberalne państwo-minimum: sądy, policja, wojsko) oraz pole działań niekoniecznych, uzależnionych od woli obywateli. Mimo pewnego odejścia od klasycznej myśli liberalnej (i konserwatywno-liberalnej) demoliberalizm uznaje, iż funkcjonowanie państwa musi być oparte na zasadzie leseferyzmu.
Z czasem z demoliberalizmu wyewoluowała lewicowa doktryna liberalizmu socjalnego, która znalazła swojego wyraziciela w osobie Leonarda T. Hobhouse’a.